# Макарий (Глухарёв)
Архимандрит Макарий (в миру — Михаил Яковлевич Глухарёв; 30 октября (10 ноября) 1792, Вязьма, Смоленская губерния — 18 (30) мая 1847, Болхов, Орловская губерния) — архимандрит Русской церкви, православный миссионер, который предпринял одну из первых попыток перевода Библии на русский язык.

## Биография
Первоначальное образование получил в Вяземском духовном училище (1800—1803) и в Смоленской духовной семинарии, где учился с 1803 по 1813 годы, с перерывом в 1812 году, связанным с нашествием Наполеона. Обладал редкими способностями к языкам. Благодаря отцу в возрасте семи лет мог переводить короткие тексты с русского на латинский. В возрасте около 20 лет Макарий изучил древнееврейский, древнегреческий, немецкий и французский языки. При образовании второго курса Санкт-Петербургской духовной академии по Синодальному указу от 22 мая 1814 года из Смоленской семинарии были отправлены в Петербург двое лучших учеников — Захарий Смирягин и Михаил Глухарёв. Михаил окончил курс академии 10-м магистром; особо выделялись его письменные работы. Здесь наставником его на всю жизнь стал ректор академии Филарет (Дроздов).
По окончании курса учения в 1817 году Глухарёв был назначен инспектором и профессором церковной истории и немецкого языка в духовную семинарию Екатеринослава. В этом же году он назначен ректором Екатеринославских уездного и приходского училищ. Здесь, в Екатеринославе, он был пострижен в монашество; постриг совершил архиепископ Екатеринославский Иов (Потёмкин) 24 июня 1818 года. На следующий день инок, наречённый Макарием, был рукоположён в сан иеродиакона, а ещё через три дня — в иеромонахи. Летом 1819 года после встречи с квакерами Стефаном Грелле де Мобилье и Вильмом Алленом был обвинён в неправославии; с тех пор нередко он считается основателем русского православного экуменического движения.
В Екатеринославе Макарий прослужил до весны 1821 года, когда в ответ на его прошение об увольнении указом Священного синода от 20 февраля 1821 года был назначен ректором Костромской семинарии. На эту должность он был назначен, как позднее писал его духовный наставник митрополит Филарет: «По своей воле, по нетерпеливости, по неудовольствию видеть свою личность меньше своего места». В семинарии же возведён в сан архимандрита.
Согласно прошению, в августе 1824 года Макарий получил отставку и направился в Киево-Печерскую лавру. По пути в Киев Макарий проехал через Саров, где получил предсказание старца Серафима о тяжёлом жизненном кресте, посетил и своего духовника старца Ливерия. Многолюдная лавра показалась ему слишком шумной, он переехал в Китаевскую пустынь, но и там не нашёл спокойствия и уединения. Оттуда написал прошение в Священный синод о занятии должности библиотекаря в Московской духовной академии, но получил отказ. В декабре 1825 года с позволения Синода он отбыл в Глинскую пустынь. Здесь на некоторое время Макарий нашёл отдохновение в монашеском делании. Здесь он понял, чего не хватало российским духовным школам, несмотря на все реформы. Весной 1828 года Макарий направил митрополиту Филарету свой труд «Мысли об улучшении воспитания общественного в духовном звании». Занимался он и литературной работой, переводил Святых Отцов («Исповедь» блаженного Августина, «Лествицу» Иоанна Лествичника, беседы Григория Богослова), написал ряд духовных песнопений. В 1829 году он составил историческое описание Глинской Богородицкой пустыни, изданное под именем Николая Самойлова.

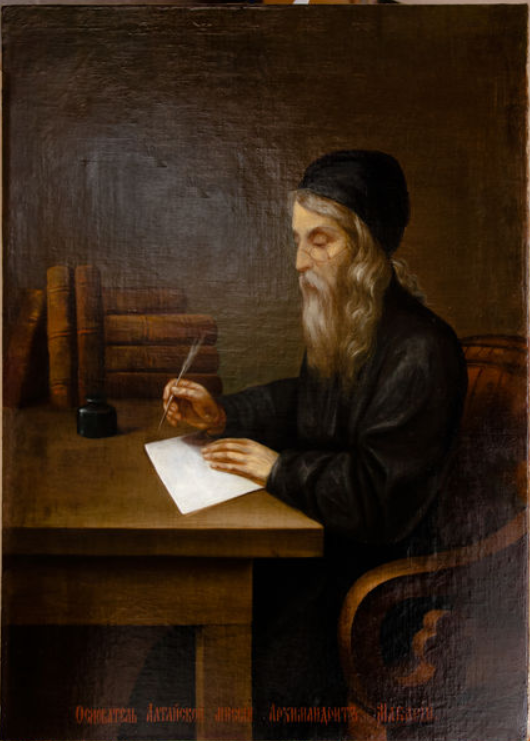
«Основатель Алтайской миссии архимандрит Макарий».
Неизвестный художник, XIX в.

Макарий хотел реформировать и миссионерскую деятельность в Российской империи. 17 февраля 1829 года он подал прошение о переводе его в Сибирь и «употреблении» на дело миссии. Оно было удовлетворено, и в конце мая 1829 года Макарий получил назначение в Тобольскую епархию, где архиепископ Евгений (Казанцев) организовывал миссию по христианизации народностей, живущих в этом обширном регионе. Так начался страннический путь архимандрита Макария в Сибирь к новой пастве. Создание Алтайской духовной миссии затянулось до мая 1830 года; лишь 23 августа архимандрит Макарий с двумя тобольскими семинаристами А. Волковым и В. Поповым приехал в Бийск, который и стал центром Алтайской духовной миссии. По мере накопления опыта миссионерского служения архимандрит Макарий стал отдавать предпочтение использованию русского языка в деле христианского обращения и воцерковления. Для нужд христианского просвещения на рубеже он составил пособия, причём не только для крещёных алтайцев, но и для проживающих русских: «Начальное учение человеком, хотящим учиться книг Божественного Писания», «Алфавит Библии». Священное Писание в них цитировалось на русском языке. 23 марта 1834 года архимандрит Макарий в письме митрополиту Филарету доказывал, что священные тексты нужно переводить с оригинальных языков: Ветхий Завет — с еврейского текста, а Новый Завет — с греческого.
В марте 1839 года, надеясь получить разрешение на издание переведённых им на русский язык ветхозаветных книг, Макарий приехал в Санкт-Петербург. К этому времени он уже перевёл две библейские книги: книгу Иова (1837) и книгу Исайи (1839). Однако Священный синод постановил 14 апреля 1839 года «прошение миссионера архимандрита Макария оставить без действия».
В декабре 1840 года, после правки своих рукописей по переводам протоиерея Павского, Макарий вновь, заботясь о распространении Слова Божия, весьма резко обратился в Синод за разрешением издания переводов. Синод вновь ответил отказом и издал определение от 11 апреля 1841 года:

Назначить ему [Макарию] при доме томского преосвященного епитимию сроком от трёх до шести недель, по усмотрению преосвященного, чтобы молитвой с поклонами он очистил свою совесть.

В 1844 году он был освобождён от миссионерской работы, но вместо разрешения отправиться в паломничество в Иерусалим получил направление в Болховский Троицкий Оптин монастырь Орловской епархии.
Здесь — место последнего служения архимандрита Макария, продолжавшееся около трёх лет. Болхов стал для него продолжением миссионерской деятельности. Православную российскую провинцию он нашёл в не меньшей степени нуждающейся в религиозном просвещении, чем Алтай. Касалось это всех слоёв общества. Так, выяснилось, что даже городской голова не знал Символа веры.
Осенью 1846 года Макарий получил, наконец, разрешение на паломничество в Святую землю — годичный отпуск в Иерусалим, но отложил поездку до весны, а весной, закончив приготовления к поездке, смертельно заболел и 18 мая 1847 года тихо скончался. Его последними словами были: «Свет Христов просвещает всех».
Его перевод Ветхого Завета был посмертно опубликован в журнале Православное обозрение (1860—1867) и использовался при работе над Синодальным переводом Библии.

## Канонизация. Память
Канонизирован как Макарий Алтайский в 2000 году Юбилейным Архиерейским собором Русской православной церкви в лике преподобных «за праведное житие, равноапостольные труды по переводу Священного Писания на алтайский язык и распространение на Алтае веры Христовой». Память (по юлианскому календарю) совершается 18 (31) мая, а также 23 января (5) февраля в день Собора Костромских святых, 10 (23) июня в день Собора Сибирских святых и в воскресенье перед 28 июля (10 августа) в день Собора Смоленских святых.
В честь Макария освящён храм в Горно-Алтайске.

## Сочинения
- Письмо покойного миссионера архимандрита Макария, бывшего начальником Алтайской Духовной Миссии к Синодальному члену, высокопреосвященнейшему Филарету митрополиту Московскому, от 23 дня марта 1834 года, о потребности для Российской Церкви преложения всей Библии с оригинальных языков на современный русский язык. (ПТСО, 1861, ч.20)
- Отрывки из письма архимандрита Макария о переводе Библии на русский язык. (ПО, 1861, том 6)
- Перевод (опыт переложения) на русский язык священных книг Ветхого Завета архим. Макария Глухарева (с еврейского текста). (ПО, 1860—1867)
- Слово покойного архимандрита Макария, бывшего начальника Алтайской Миссии, на Новый Год. (ПТСО, 1848, ч.7)
- Слово покойного архимандрита Макария, бывшего начальника Алтайской Миссии, на усекновение честной главы Иоанна Крестителя. (ПТСО, 1848, ч.7)